# Близнята

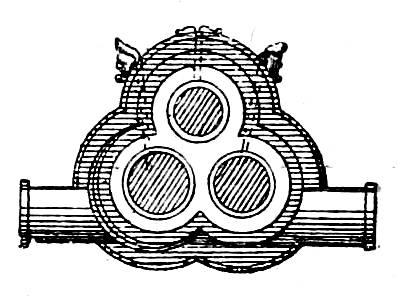
Орудие с тремя каналами
(рисунок из «Военной энциклопедии»)

Близнята — особый вид артиллерийских орудий, изобретённый генерал-фельдцейхмейстером графом Петром Шуваловым (в XVIII веке) и называвшийся также «вновь инвентованною полковою пушкой».
Состоит из двух лёгких гаубиц, расположенных на одном общем лафете. Из них граф Шувалов предполагал составить всю полковую артиллерию. На каждый полк полагалось по 4 подобных орудия, которые должны были действовать 6-фунтовыми гранатами, картечью и зажигательными каркасами. Преимущество близнят перед 3-фунтовыми полковыми пушками заключалось в несравненно более сильном действии гранат и картечи.
В XVIII веке для залповой стрельбы иногда использовались артиллерийские орудия имевшие сразу три канала.